# Peyronelina glomerulata
Peyronelina glomerulata är en svampart som beskrevs av P.J. Fisher, J. Webster & D.F. Kane 1976. Peyronelina glomerulata ingår i släktet Peyronelina och familjen Niaceae.   Inga underarter finns listade i Catalogue of Life.